# Dusicyon australis
El guará (Dusicyon australis), también llamado zorro-lobo de las Malvinas, zorro o lobo malvinense, lobo austral o zorro antártico; es una especie a de mamífero carnívoro de la familia Canidae endémico de las islas Malvinas, de dimensiones intermedias entre las del lobo y las de un zorro grande. Era uno de los dos únicos mamíferos terrestres nativos de las Malvinas.

## Denominación
El nombre guará, transcrito por los británicos como warrah, procede del nombre que le dieron los gauchos rioplatenses (algunos de ellos oriundos de la región pampeana y de la Banda Oriental) que entre los siglos XVIII y XIX se establecieron en las Malvinas, al verlo semejante al aguará guazú (del guaraní, aguara guasu; lit., «gran zorro»).

## Características

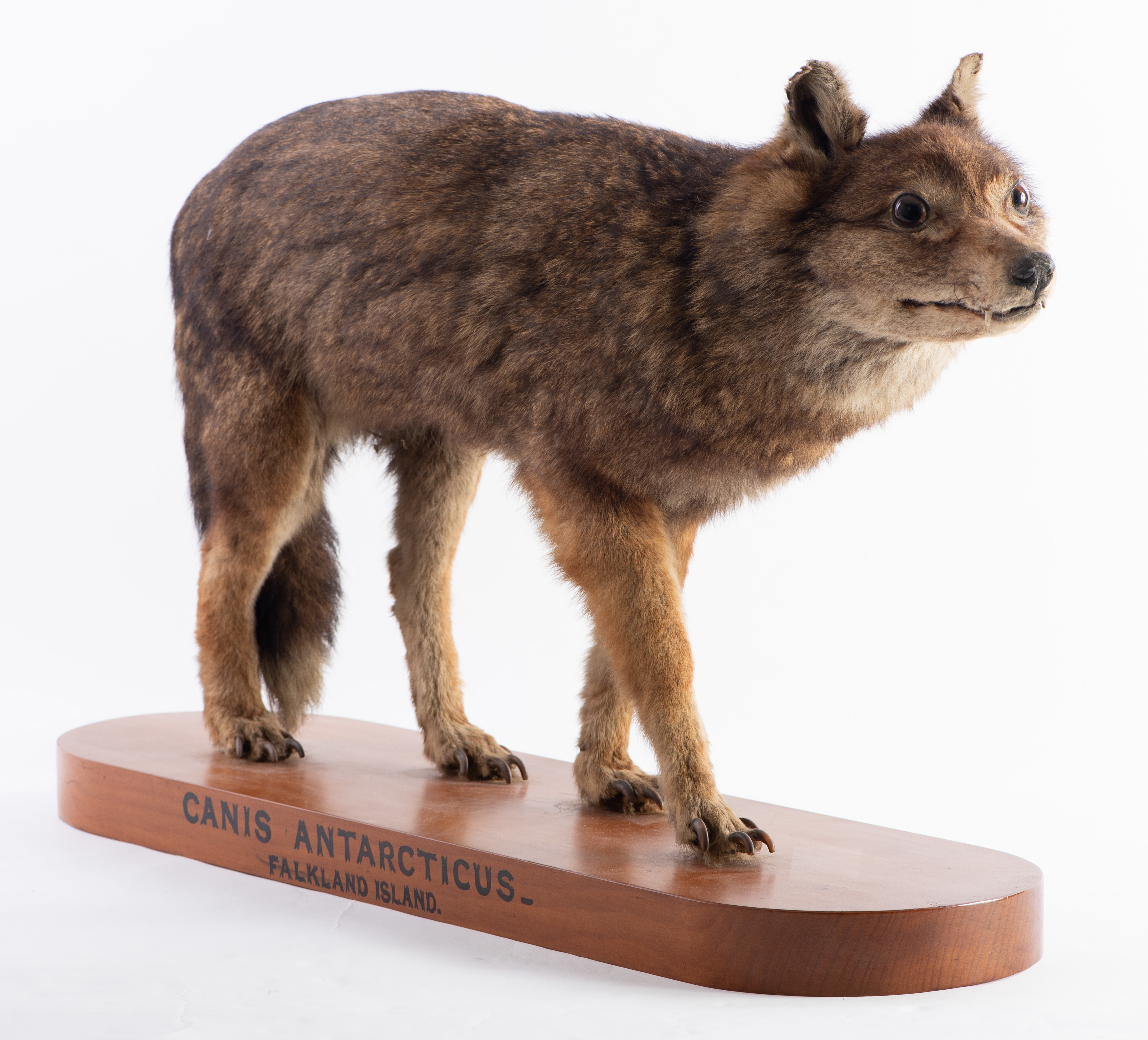
Espécimen, Museo Otago, Dunedin.

El guará medía unos 90 cm de longitud corporal desde el hocico hasta el nacimiento de la cola, que alcanzaba los 30 cm. Poseía un pelaje muy tupido, adaptado a los rigurosos inviernos de las Malvinas, su hábitat exclusivo. El cuello y las patas amarillentas, la garganta y labios blancuzcos, orejas grisáceas —externamente bayas—, la cola semejante a la de un zorro, parduzca en su origen, aunque concluyendo en una típica punta blanca (característica compartida con el lobo de crín, aguará guazú o Chrysocyon brachyurus). 
Su pariente, el guará de la Gran Malvina (Dusicyon australis australis) era una subespecie algo más pequeña y poseía un pelaje con tonalidad más rojiza.

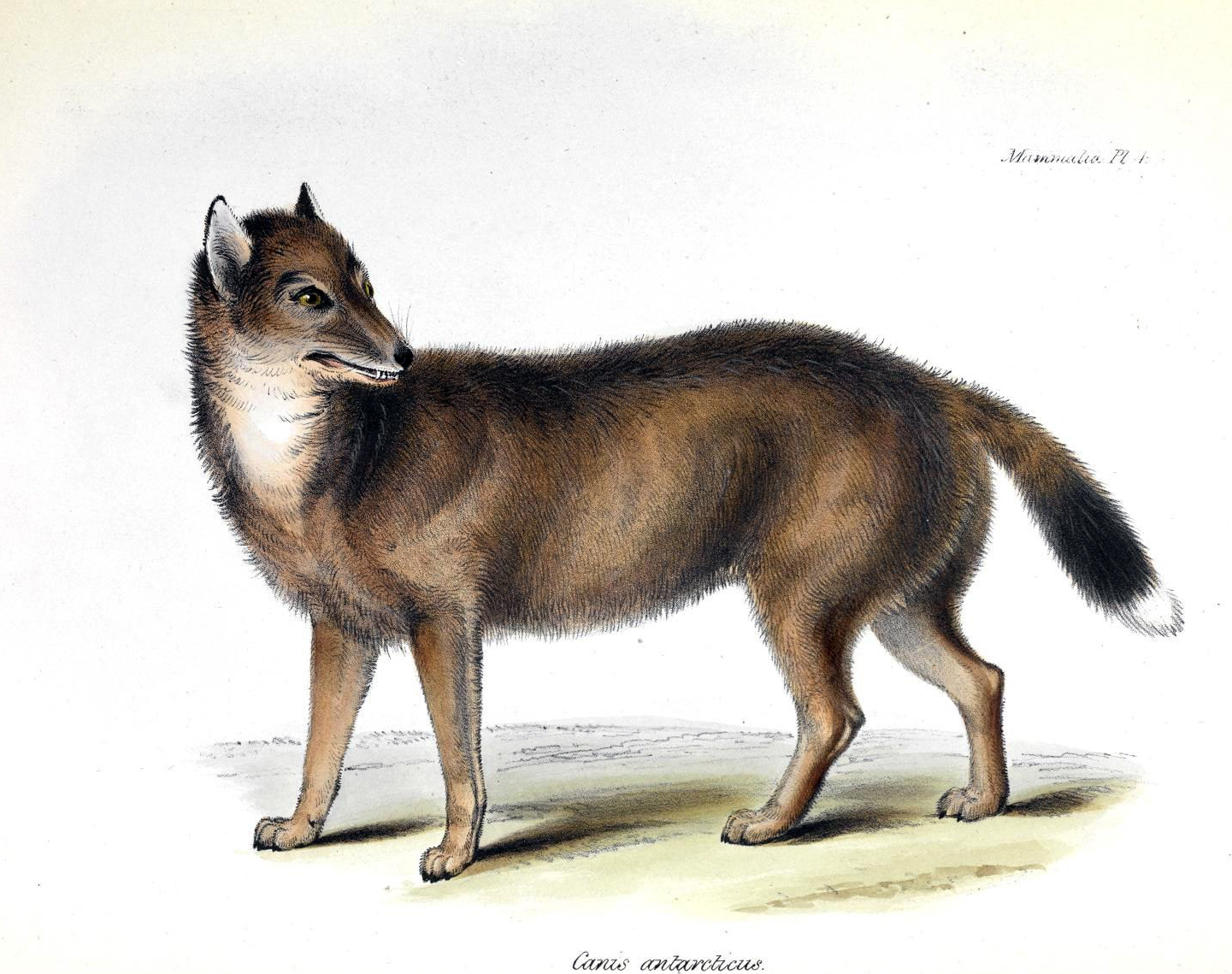
Ilustración del Dusicyon australis en el Zoology of the Voyage of HMS Beagle (1838).

Réplica de un fósil de un Theriodictis platensis, pariente del Dusicyon australis en el Museo Malvinas e Islas del Atlántico Sur.

## Origen y taxonomía
Según una de las primeras hipótesis, hoy obsoleta, esta especie se relacionaba con el antiguo perro yagán o perro fueguino y la presencia del guará en las Malvinas derivaba de esporádicos desembarcos de canoeros yámana o manne'ken del archipiélago de Tierra del Fuego.
En 2009 un estudio de ADN realizado por un equipo científico dirigido por Graham J. Slater, de la Universidad de California en Los Ángeles, confirmó lo que intuyeron los gauchos argentinos: que el pariente vivo más cercano es en realidad el aguará guazú. El estudio confirmó que ambas especies se separaron hace alrededor de 6,7 millones de años. Los cánidos solo lograron colonizar América del Sur hace unos 3 millones de años, en el acontecimiento conocido en paleo zoogeografía el gran intercambio biótico americano, el cual ocurrió cuando los continentes de América del Norte y del Sur se conectaron gracias a la formación del istmo de Panamá. Esto quiere decir que los linajes del lobo de crín y el lobo de las islas Malvinas llegaron desde América del Norte ya distanciados.
En 2013, un estudio comparó el ADN mitocondrial de cinco especímenes de museo del guará, con el de diversas especies de cánidos sudamericanos (vivos y extintos) y determinó que el guará habría divergido hace 16 000 años de Dusicyon avus, la especie más cercana conocida, que habitó hasta hace unos 3 000 años en Tierra del Fuego y hasta hace 1 600 años el continente. Se ha planteado que para el momento en el cual se generó esta división, el menor nivel del mar habría dejado un estrecho marino de tan solo 20 a 30 km entre el archipiélago de las Malvinas y el continente, el cual muchas veces era cubierto por hielo. Esta plataforma habría permitido el desplazamiento de D. avus hasta las islas, probablemente recorriendo la superficie de hielo en búsqueda de alimento, tal como lo hace hoy en día hace el zorro ártico. Otros mamíferos terrestres, como roedores, habrían sido disuadidos de cruzar este puente de hielo por el espacio abierto que presentaba. Una vez que el nivel del mar subió y las plataformas de hielo se derritieron, la población de las Malvinas quedó genéticamente aislada en el archipiélago, divergiendo de la población de la misma especie que había quedado en el continente, y a su vez, haciendo lo propio entre las que habitaban las dos grandes islas de las Malvinas.

## Dieta
Ante la ausencia de otros mamíferos terrestres en las islas Malvinas, el guará no tuvo competidores, pero no presentó el llamado gigantismo insular. Dada la carencia de presas fáciles como roedores, se desconoce mucho de la dieta original de este animal, aunque lo más probable es que se alimentara de aves como pingüinos y gansos nativos, que anidan en el suelo, y de sus huevos, y ocasionalmente de algunos insectos, larvas y carroña. Al establecerse los británicos en las islas, el guará también empezó a comer aves de corral y pequeños corderos, uno de los motivos por el cual fue exterminado.

## Extinción

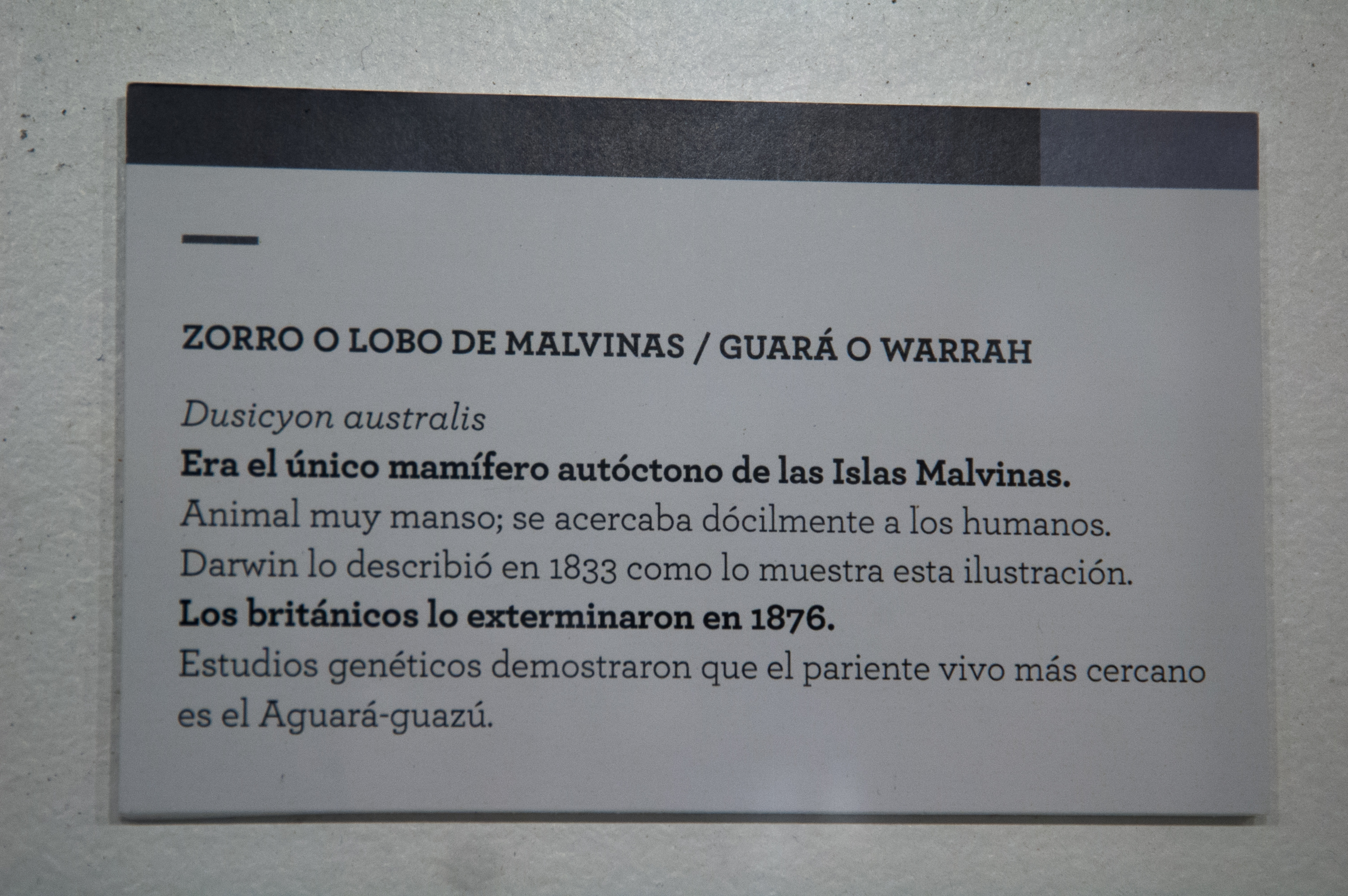
Información sobre la especie.

La población que quedó en el continente se extinguió, quedando en las islas Malvinas la única muestra de su linaje, la cual sobrevivió a las duras condiciones de las islas durante decenas de miles de años, hasta que la cacería propinada por los colonos británicos la eliminó de la faz de la tierra para siempre. Fue persistentemente perseguido y muerto por los ganaderos británicos, hasta su total extinción, pues para ellos este cánido era solo un predador de sus rebaños de ovejas al que había que aniquilar completamente de todo el archipiélago. Aunque ya antes, en el año 1830, los loberos estadounidenses lo depredaban en masa para obtener su piel. Este animal era tan pacífico que con una mano podía ofrecérsele un pedazo de carne para, con la otra mano, matarlo. 
El registro histórico más antiguo sobre este animal se dio en el viaje del capitán John Strong en 1690 y era aún bastante común en el tiempo en que Charles Darwin visitó las islas Malvinas en 1833. Igualmente, Darwin predijo la extinción del zorro:

El número de esos lobos disminuye con rapidez: han desaparecido ya de la mitad de la isla que se encuentra al oriente de la lengua de tierra que se extiende entre la bahía de Salvador y el estrecho de Berkeley. Dentro de algunos años, cuando estas islas estén habitadas, sin duda a ese zorro se le podría clasificar, como al dodo, entre los animales desaparecidos de la superficie de la Tierra.

Durante el siglo XIX la población decreció drásticamente. Los colonos británicos pusieron recompensa a los animales y traficaban sus pieles. Se cree que el último ejemplar fue abatido en 1876. Unos once especímenes embalsamados se conservan en distintos museos.